# Abdoulaye Senoussi Mahamat
 (mai 2025).
Motif : pas de sources secondaires centrées sur la durée, notoriété ponctuelle lors de sa mort en 2019, ne répond pas aux critères généraux d'admissibilité
- Archive Wikiwix
- Bing
- Cairn
- DuckDuckGo
- E. Universalis
- Gallica
- Google
- G. Books
- G. News
- G. Scholar
- Persée
- Qwant
- (zh) Baidu
- (ru) Yandex
- (wd) trouver des œuvres sur Wikidata

| 1. | Préciser le motif de la pose du bandeau. | Précisez le motif de la pose du bandeau en utilisant la syntaxe suivante : {{admissibilité à vérifier\|date=mai 2025\|motif=remplacez ce texte par le motif}}                                   |
| 2. | Informer les utilisateurs concernés.     | Pensez à avertir le créateur de l'article, par exemple, en insérant le code ci-dessous sur sa page de discussion : {{subst:avertissement admissibilité à vérifier\|Abdoulaye Senoussi Mahamat}} |

Abdoulaye Senoussi Mahamat, né le 5 mai 1952 à Biltine et mort le 4 octobre 2019 à Paris, est un homme politique et diplomate tchadien,.

## Biographie

### Formation et début de carrière
Abdoulaye Mahamat est né le 5 mai 1952 à Biltine, chef-lieu de la province de Wadi Fira. Il fait ses études primaires à l'école primaire de Biltine, sa ville natale et le Lycée Franco d'Abéché. À son arrivée à N'Djaména, il fréquente le lycée Félix Eboué de 1966 à 1973, dont il obtient un diplôme d'études secondaires, le baccalauréat. il poursuit des études supérieures en électrotechnique à l'université de Ljubljana, en Yougoslavie, où il obtient son diplôme d'ingénieur. Durant sa formation, il effectue plusieurs stages de perfectionnement dans des pays tels que le Gabon, la Côte d'Ivoire et la France.

### Carrière diplomatique et politique
Abdoulaye Senoussi Mahamat a occupé divers postes diplomatiques avant d'être conseiller auprès du Président Idriss Déby.
En juin 2015, il est nommé ambassadeur extraordinaire et plénipotentiaire du Tchad en Allemagne, un poste qui lui permet également de représenter le pays dans d'autres nations européennes, telles que la Norvège, l'Italie, l'Autriche, le Danemark et la Suède. Il occupe cette fonction jusqu'en novembre 2018.

### Décès
Le 18 avril 2019, par un décret présidentiel, il a été nommé gouverneur de la région du Batha, mais n’a pas pu occuper cette fonction en raison de problèmes de santé. Cinq mois plus tard, le 4 octobre 2019, il s’est éteint dans un hôpital à Paris.